# 卯月咲
卯月 咲（うづき さき、1985年3月12日 - ）は、静岡県出身のレースクイーン。元スタイルコーポレーション所属（2010年3月退所）。
現在は佐々木綾美（現：フォース・エージェント・エンターテイメント所属）のバックダンサーとして、ライブを中心に活動している。

## 人物
- 趣味・・・音楽鑑賞、旅行
- 特技・・・ダンス、英会話
- 英検2級、情報処理1級、ワープロ2級の資格を持っている。

## 主な活動

### レースクイーン
- 2007年：スーパー耐久「ZELS Racing Gal」（他のメンバーは、宮本聖子、田中紫央、田中あゆみ）
- 2008年：スーパー耐久「ingsスーパーレースクイーン」[1]（他のメンバーは、秋山まい、宮本聖子、石鍋しのぶ）

### 展示会
- 2007年1月～2月：東京オートサロン、大阪オートメッセ「ALPINE EXCITING WORLD｣
- 2007年11月：東京モーターショー「KYB」
- 2008年1月：東京オートサロン「SUPER AUTOBACS」